# Shenyang J-11
O Shenyang J-11 (chinês simplificado:歼-11, OTAN: Flanker B+) é um caça multiuso monoposto, bimotor, desenvolvido sobre o design do caça de superioridade aérea Sukhoi Su-27. Atualmente é produzido pela Shenyang Aircraft Corporation. A Força Aérea do Exército de Libertação Popular é o único operante de J-11.
A base do J-11/A é um caça de quarta geração, o qual possuí intento de competir diretamente com caças como o McDonnell Douglas F-15 Eagle, Boeing F/A-18E/F Super Hornet, Eurofighter Typhoon, Dassault Rafale,  General Dynamics F-16 Fighting Falcon e Saab JAS 39 Gripen.

### Desenvolvimento relacionado
- Sukhoi Su-27

### Aeronaves similares
- Grumman F-14 Tomcat
- Eurofighter Typhoon
- Dassault Rafale
- McDonnell Douglas F-15 Eagle
- Boeing F/A-18E/F Super Hornet
- Sukhoi Su-30
- Sukhoi Su-35
- Sukhoi Su-30MKI